# Betty Heidler
Betty Heidler (Berlijn, 14 oktober 1983) is een Duitse atlete, die is gespecialiseerd in het kogelslingeren. Ze had met 79,42 m ruim drie jaar lang het wereldrecord in handen in deze discipline. Ze nam viermaal deel aan de Olympische Spelen en won hierbij eenmaal een bronzen medaille. In 2016 bleek dat olympisch brons zelfs zilver waard te zijn, na de schorsing van de aanvankelijke kampioene Tatjana Lysenko.

## Loopbaan
Op de wereldkampioenschappen voor junioren in 2000 en 2002 werd Heidler nog in de voorrondes uitgeschakeld. Op de Olympische Spelen van 2004 in Athene behaalde ze een vierde plaats. Dat jaar werd ze met 70,05 derde in de strijd om de Europese beker in Bydgoszcz achter Irina Sekachova (goud) en Olga Koezenkova (zilver).
Een jaar later behaalde Betty Heidler de tweede plaats op de Europese kampioenschappen onder 23 jaar met 69,64. In 2006 behaalde ze de overwinning bij de wereldatletiekfinale in Stuttgart.
Tussen 2002 en 2005 werd Heidler viermaal Duits juniorenkampioene. In 2005 en 2006 werd ze Duits kampioene en Europees politiekampioene. Op de Europese kampioenschappen van 2006 in Göteborg werd ze vijfde.
Op de wereldkampioenschappen van 2007 in Osaka behaalde ze haar beste resultaat tot nu toe. Met een afstand van 74,76 veroverde ze de gouden medaille, het verschil met de tweede plaats van Yipsi Moreno was slechts 2 cm.

## Titels
- Wereldkampioene kogelslingeren - 2007
- Europees kampioene kogelslingeren - 2010
- Universitair kampioene kogelslingeren - 2009
- Duits kampioene kogelslingeren - 2005, 2006, 2007, 2008, 2009, 2010, 2011, 2012, 2013

## Persoonlijk record
| Onderdeel      | Prestatie | Datum       | Plaats |
| -------------- | --------- | ----------- | ------ |
| kogelslingeren | 79,42 m   | 21 mei 2011 | Halle  |

## Palmares

### kogelslingeren
- 2000: 9e in kwal. WK junioren - 52,18 m
- 2002: 10e in kwal. WK junioren - 53,72 m
- 2003: 11e WK - 65,81 m
- 2004:  Europacup - 70,05 m
- 2004: 4e OS - 72,73 m
- 2004: 6e Wereldatletiekfinale - 69,65 m
- 2005: 4e Europese Wintercup - 69,66 m
- 2005:  EK U23 - 69,64 m
- 2005: 14e in kwal. WK - 61,91 m
- 2005: 6e Wereldatletiekfinale - 69,95 m
- 2006: 5e EK - 70,89 m
- 2006:  Wereldatletiekfinale - 75,44 m
- 2007:  WK - 74,76 m
- 2008:  Europese Wintercup - 71,10 m
- 2008: 9e OS - 70,06 m
- 2008: 5e Wereldatletiekfinale - 69,72 m
- 2009:  Europese Wintercup - 73,45 m
- 2009:  EK team - 74,97 m
- 2009:  Universiade - 75,83 m
- 2009:  WK - 77,12 m
- 2009:  Wereldatletiekfinale - 72,03 m
- 2010:  EK - 76,38 m
- 2010:  IAAF Hammer Throw Challenge
- 2011:  WK - 76,06 m
- 2011:  IAAF Hammer Throw Challenge
- 2012: 9e in kwal. EK - 65,06 m
- 2012:  OS - 77,12 m[1]
- 2012:  IAAF Hammer Throw Challenge
- 2013: 9e in kwal. WK - 68,83 m
- 2013:  IAAF Hammer Throw Challenge
- 2014:  IAAF Hammer Throw Challenge
- 2015: 7e WK - 72,56 m
- 2015:  IAAF Hammer Throw Challenge
- 2016:  EK - 75,77 m
- 2016: 4e OS - 73,71 m

1999 Mihaela Melinte · 
2001 Yipsi Moreno · 
2003 Yipsi Moreno · 
2005 Olga Koezenkova ·
2007 Betty Heidler ·
2009 Anita Włodarczyk ·
2011 Tatjana Lysenko ·
2013 Anita Włodarczyk · 
2015 Anita Włodarczyk · 
2017 Anita Włodarczyk · 
2019 DeAnna Price · 
2022 Brooke Andersen  · 
2023 Camryn Rogers
- Gemeinsame Normdatei: 1149057971
- World Athletics: 14277951
- Virtual International Authority File: 4433151433041256420001